# Elección para gobernador de Kentucky de 1911
La elección para gobernador de Kentucky de 1911 se llevó a cabo el 7 de noviembre de ese año. El candidato demócrata James B. McCreary derrotó al candidato republicano Edward C. O'Rear con el 52,01% de los votos.

## Resultados
| Partido                         | Partido                         | Candidato            | Votos   | %     |
| ------------------------------- | ------------------------------- | -------------------- | ------- | ----- |
|                                 | Demócrata                       | James B. McCreary    | 226,549 | 52.01 |
|                                 | Republicano                     | Edward C. O'Rear     | 195,672 | 44.92 |
|                                 | Socialista                      | Walter B. Lanfersiek | 8,718   | 2.00  |
|                                 | Prohibición                     | J. D. Rodd           | 3,673   | 0.84  |
|                                 | Socialista Laborista de América | James H. Arnold      | 800     | 0.18  |
|                                 | Independiente                   | S. M. Payton         | 218     | 0.05  |
|                                 |                                 |                      |         |       |
| Total                           | Total                           | Total                | 435,630 | 100   |
|                                 |                                 |                      |         |       |
| Fuente: Guide to U.S. Elections |                                 |                      |         |       |